# خوان ریسو
خوان ریسو (انگلیسی: Juan Risso؛ زادهٔ ۳ سپتامبر ۱۹۴۲) بازیکن فوتبال اهل آرژانتین است.
از باشگاه‌هایی که در آن بازی کرده‌است می‌توان به باشگاه فوتبال جیمناسیا لاپلاتا، باشگاه فوتبال نانت، و باشگاه فوتبال آژاکسیو اشاره کرد.